# プリトヴィラジシン・ルーパン
プリトヴィラジシン・ルーパン（英語: Prithvirajsing Roopun、英語発音: [pʁitviʁad͡ʒsiŋ ʁupʌn]、1959年5月24日 - ）は、モーリシャスの政治家、弁護士。2019年12月2日から2024年12月2日まで第7代大統領を務めた。一部の外部サイトではプラディープ・ループンの表記も見られる。

## 経歴
カトル・ボルヌ郊外で、アーリヤ・サマージ派のヒンドゥー教を信仰する家庭で生まれ育った。1986年に弁護士としての資格を取得。翌年には国際ビジネス法の修士号も取得した。1983年に政界入りし、1995年に国民議会議員候補者として立候補。2000年の総選挙でサバンヌ・ブラックリバーの第14選挙区で当選し、ルーパンは地方自治・固形廃棄物管理大臣に任命された。
2014年12月から2017年1月まで、ルーパン氏は社会統合・経済担当大臣を務め、極度の貧困の撲滅と社会的弱者のエンパワーメントを職務として担った。ルーパンは、UNDPの支援を受けて「貧困に対するマーシャル・プラン」が練り上げられた。そして極度の貧困の中で暮らす家族に生活手当を支給する制度が導入された。2017年1月から2019年11月まで芸術文化大臣を務めた。在職中に、ユネスコ無形文化遺産保護のための政府間委員会の第13回会合の議長を務め、その中でジャマイカのレゲエ音楽を文化遺産に登録した。
2019年の総選挙では候補者ではなかったが、直後の2019年12月2日に国民議会によってモーリシャスの第7代大統領に指名され、同日宣誓した。
弟のダルマヴィアシンは公証人を逆手に法的に自身の所有物ではない架空の土地売買に数多く関与してきた。2018年には購入者から140万ルピーを、翌年には240万ルピーを騙し取っている。被害者は訴訟を起こしているが、裁判所は何の措置も下していない。

## 栄典

### 勲章
以下の勲章は歴代大統領に贈与されている。
- インド洋星鍵勲章司令官（モーリシャス）
- インド洋星鍵勲章大十字（モーリシャス）